# پاته سیس
پاته سیس (انگلیسی: Pathé Ciss؛ زادهٔ ۱۶ مارس ۱۹۹۴) بازیکن فوتبال است.
از باشگاه‌هایی که در آن بازی کرده‌است می‌توان به باشگاه فوتبال فوئنلابرادا اشاره کرد.